# Leandro Remondini
Leandro Remondini (ur. 17 listopada 1917 w Weronie, zm. 9 stycznia 1979 w Mediolanie) – włoski piłkarz.